# Ilha Isabela
Isabela é a maior ilha do arquipélago das Galápagos, administrada pelo Equador. Tem uma área de 4 588 km² e é a maior ilha das Galápagos.
O seu nome advém da rainha Isabel que patrocinou a viagem de Cristóvão Colombo em que este descobriu o Novo Mundo. Seu ponto mais elevado é vulcão do lobo com uma altura de 1 707 medidores. A forma da ilha é o produto da fusão de vários grandes vulcões, com quase 2 000 m de altitude, numa única ilha.
Pela ilha existem várias trilhas que levam a lugares magníficos, onde se pode observar as tartarugas do arquipélago. É rica em biodiversidade: perto da costa vê-se grande variedade de aves marinhas, como pinguins, petréis, mergulhões, falcões-das-galápagos, pombos-das-galápagos, e pelicanos, além de iguanas marinhas, tartarugas, leões-marinhos e caranguejos. Nas vertentes e caldeiras dos vulcões de Isabela há ainda vegetação muito interessante.
Isabela também é um cantão do Equador cuja capital é a localidade de Puerto Villamil, a maior da ilha e a terceira maior do arquipélago, situada na ponta sudeste da ilha.

## Geografia
A ilha Isabela é a maior ilha do arquipélago dos Galápagos, com 8 000 km². Possui o formato de um cavalo marinho e se localiza ao oeste do arquipélago. A ilha tem cinco vulcões, sendo o mais alto o vulcão Wolf com 1 707 m de altitude, parte deles ativos no século XX.